# Laure Beddoukh
Laure Beddoukh (née à Oran le 15 octobre 1887 et morte à Paris 15e le 1er janvier 1971) est une enseignante et féministe française. Elle fonde le groupe marseillais de l'Union française pour le suffrage des femmes. Elle se bat pour que les Françaises obtiennent les mêmes droits civiques que les hommes.

## Biographie

### Enfance
Laure Beddoukh naît le 15 octobre 1887 à Oran d'un Juif d’Algérie, Isaac Beddoukh, et d'un Juive du comtat Venaissin, Esther Gabrielle Lyon. Son père quitte sa mère peu de temps après sa naissance et elles s'installent chez sa tante Valentine à Marseille.

### Vie privée
En 1918, elle se marie avec Adolphe Jullien, sous-lieutenant du 35e régiment d'infanterie coloniale. L'année suivante naît leur fille Françoise (qui deviendra Françoise Seligmann lors de son mariage avec l'antiquaire François-Gérard Seligmann). En 1931, elle refuse de suivre son mari appelé en Indochine.

### Carrière d'enseignante
En 1905, Laure Beddoukh fonde une école commerciale qui forme des jeunes filles aux métiers de secrétaire, sténodactylographe et comptable, après avoir obtenu deux ans plus tôt leur brevet de capacité pour l'enseignement primaire. En 1912[réf. souhaitée], elle fonde l'Alliance provençale des jeunes filles sténographes. Elle enseigne la sténodactylographie dans différentes écoles de Marseille : à l'école Edgar-Quinet, à l’École pratique de commerce et d'industrie de jeunes filles ou encore à la Bourse du travail.
En octobre 1940, la nouvelle loi sur le statut des Juifs lui fait perdre son poste d'enseignante ; elle devient alors assistante sociale.

### Engagement
En 1912, avec l'appui de Cécile Brunschvicg, elle fonde à Marseille un comité local de l'Union française pour le suffrage des femmes (UFSF) ; elle en est la secrétaire générale jusqu'en 1940. En 1924, elle devient secrétaire générale de la Fédération féministe du Midi.
Durant dix années, elle participe à la rédaction du Petit Provençal en tenant la chronique « Feuillets féministes ». Elle signe 250 articles promouvant l'émancipation politique des femmes, notamment à travers le droit de vote, ainsi que le travail féminin, pour donner à celles-ci une plus grande indépendance. Elle se bat également pour l'égalité des droits et des salaires, la liberté d'entrée dans les syndicats, l'accès à l'instruction et à tous les domaines professionnels. Pour aider les femmes à s'émanciper, elle fonde des organisations culturelles, ménagères et sportives, dont le volet marseillais de la Ligue d'organisation ménagère (1925) et le Foyer-guide féminin de Marseille (1929).
En 1923, Laure Beddoukh est une des premières adhérentes de l'Union féminine pour la société des nations. Au cours de sa vie, elle fonde l'Alliance des jeunes filles sténographes (1912), le premier Club féminin de Marseille (1924) et le Soroptimist Club de Marseille (1929). 

### Rafle et fin de vie
Le 23 janvier 1943, Laure Beddoukh est raflée et envoyée à la prison des Baumettes puis à la gare d'Arenc, où elle échappe à un convoi à destination du centre d'extermination de Sobibór. En effet, elle n'est pas montée dans le train et est aux mains des policiers français, le commissaire l'ayant reconnue. Elle se rend ensuite chez un couple de paysans à Saint-Marcel-d'Urfé dans le Massif central grâce à Germaine Poinso-Chapuis et à des faux papiers.
Elle part à Lyon[Quand ?] pour rejoindre sa fille, Françoise Seligmann, entrée dans la Résistance. Elle s'installe ensuite à Paris, où elle meurt en 1971.

### Archives
Les archives de Laure Beddouckh sont déposées en 2001 au Centre des archives du féminisme (BU Angers).

### Œuvre

#### Théâtre
Marie-France, éditions du Moucheron, 2016.

#### Autre
Madame ou les jeux du destin (ouvrage reconstitué à partir de manuscrits, faisant penser à une autobiographie)